# Doudleby nad Orlicí
Doudleby nad Orlicí (německy Daudleb an der Adler) jsou městys, který se nachází v okrese Rychnov nad Kněžnou v Královéhradeckém kraji. Žije zde přibližně 1 800 obyvatel.

## Obecní správa

### Správní území
Městys leží v Královéhradeckém kraji s 448 obcemi v okrese Rychnov nad Kněžnou s 80 obcemi. Má status obce s rozšířenou působností a obce s pověřeným obecním úřadem a je součástí správního obvodu Kostelec nad Orlicí. Skládá se s 2 katastrálních území a 2 části obce.

## Místní části
- Doudleby nad Orlicí
- Vyhnánov

## Historie
První písemná zmínka o obci pochází z roku 1259. Na severním okraji městyse stála dnes již zaniklá tvrz Hříště s dvorcem.
10. října 2006 byl obci vrácen status městyse.

## Pamětihodnosti
V městysu se nachází řada kulturních památek:
- Zámek Doudleby nad Orlicí s Muzeem přírodovědy a venkova
- Bývalá synagoga v současnosti sloužící jako Husův sbor
- Socha Panny Marie v parku u řeky, proti úřadu městyse
- Socha Panny Marie Immaculaty před hřbitovem na západním okraji obce
- Socha svatého Jana Nepomuckého před areálem zámku
- Socha svatého Prokopa v ulici Rudé armády proti vstupu do areálu zámku
- Krucifix v ulici Rudé armády nad zámkem na pahorku Kroupovství

## Osobnosti
- Michael z Bubna-Litic (* 1864–1949) – český šlechtic
- Otakar Sedloň (1885–1973) – středoškolský profesor a akademický malíř
- Mikuláš z Bubna-Litic (* 1897–1954) – český šlechtic a politik, ministr zemědělství Protektorátu Čechy a Morava
- Jindra Šimek (1901–1979) – akademický malíř
- Oldřich Praus (1929–2006) – geofyzik a polárník
- Pavel Jarkovský (* 1943) – sochař, keramik, docent několika vysokých škol
- Pavel Polák (* 1968) – muzikálový zpěvák, umělecký ředitel pražského Hudebního divadla Karlín
- Petra Bryant – anglo-americká herečka českého původu
- Nikola Šarounová – sportovní střelkyně, účastnice LOH v Tokiu 2021

## Doprava

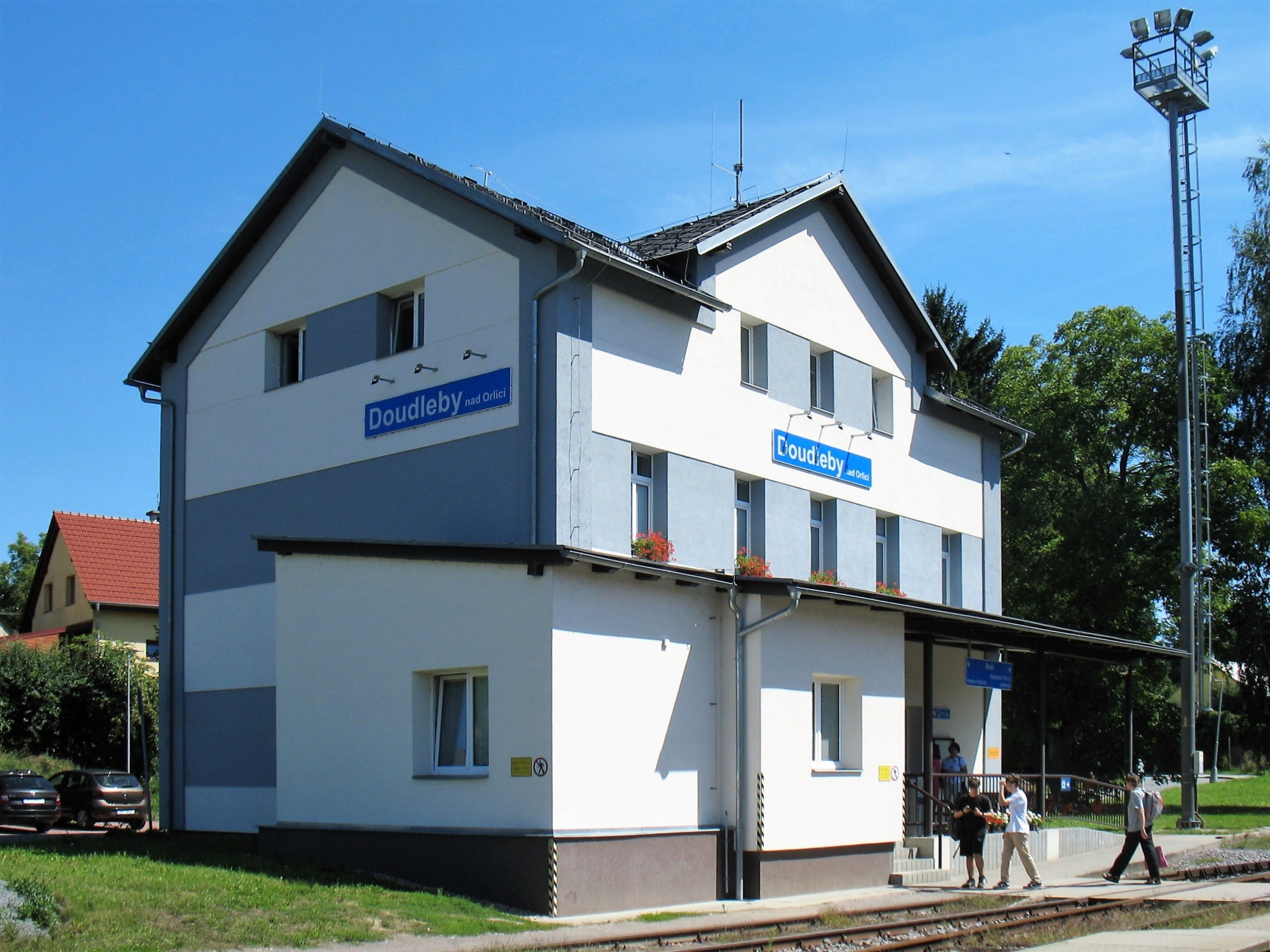
Železniční stanice Doudleby nad Orlicí

Přes Doudleby vede od roku 1874 železniční trať Týniště nad Orlicí - Letohrad se stanicí Doudleby nad Orlicí. Zastavují zde všechny vlaky; část jich pokračuje do Hradce Králové rychlíky do Prahy byly omezeny. Odbočuje zde regionální trať do Rokytnice v Orlických horách, kde jsou v provozu pouze osobní vlaky.
Silnice I/11 (Hradec Králové - Třebechovice pod Orebem - Týniště nad Orlicí - Vamberk - Žamberk - Jablonné nad Orlicí - Šumperk - Rýmařov - Bruntál - Opava - Ostrava - Havířov - Český Těšín - Třinec - Jablunkov) prochází severní částí městyse. Jezdí po ní nepříliš četné autobusové spoje spojující Prahu s Orlickými horami a Jeseníky. Z mnoha místních linek je nejfrekventovanější ta, která spojuje Kostelec nad Orlicí, Doudleby, Vamberk a Rychnov nad Kněžnou.

### Vlečky
Zaniklá vlečka do podniku Perla, zrušená a snesená v letech 2005–2006, byla zajímavě trasovaná po hlavní městské ulici (Dukelská, dříve ulice Legií) mezi vozovkou a zdmi domů.

## Galerie

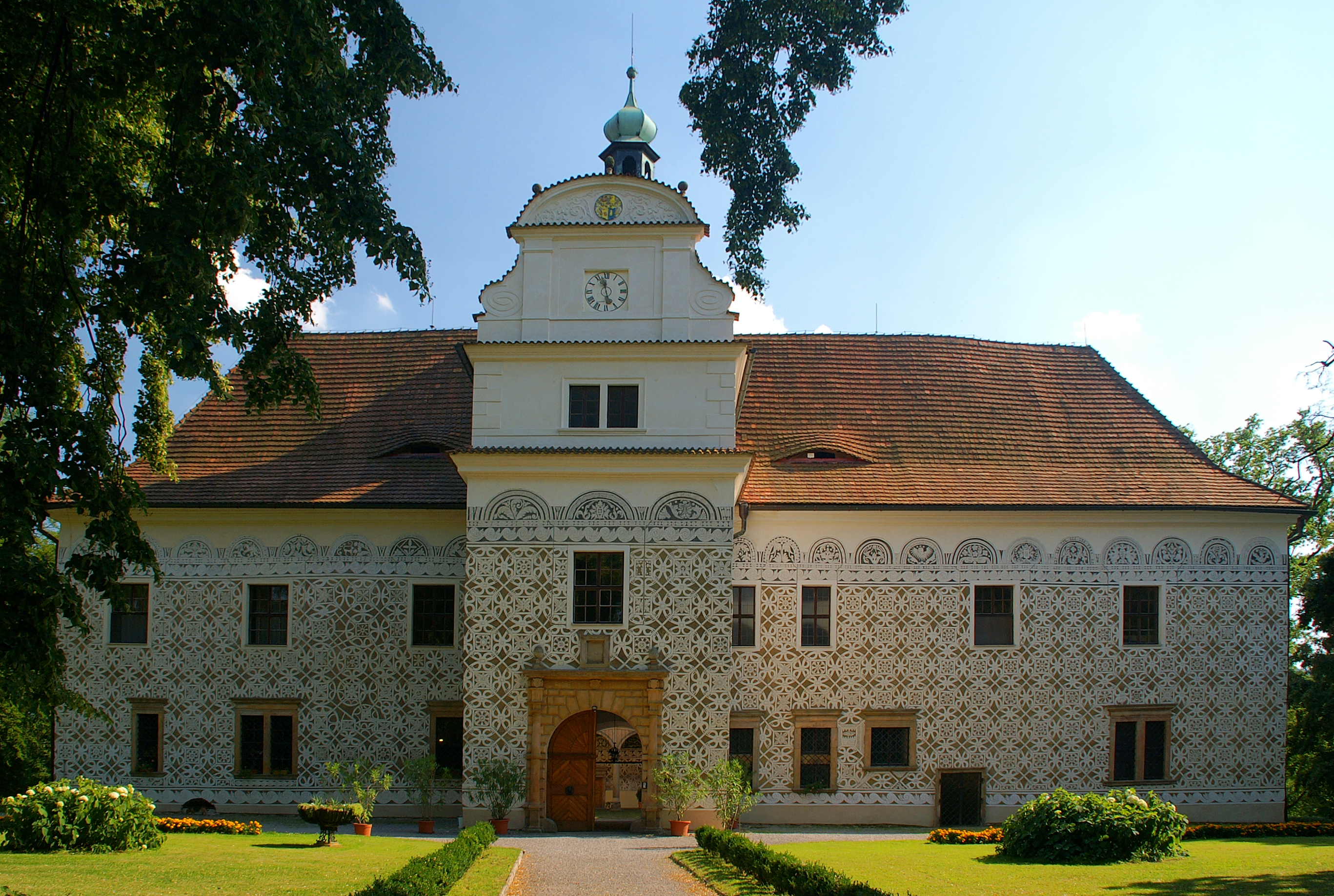
Zámek
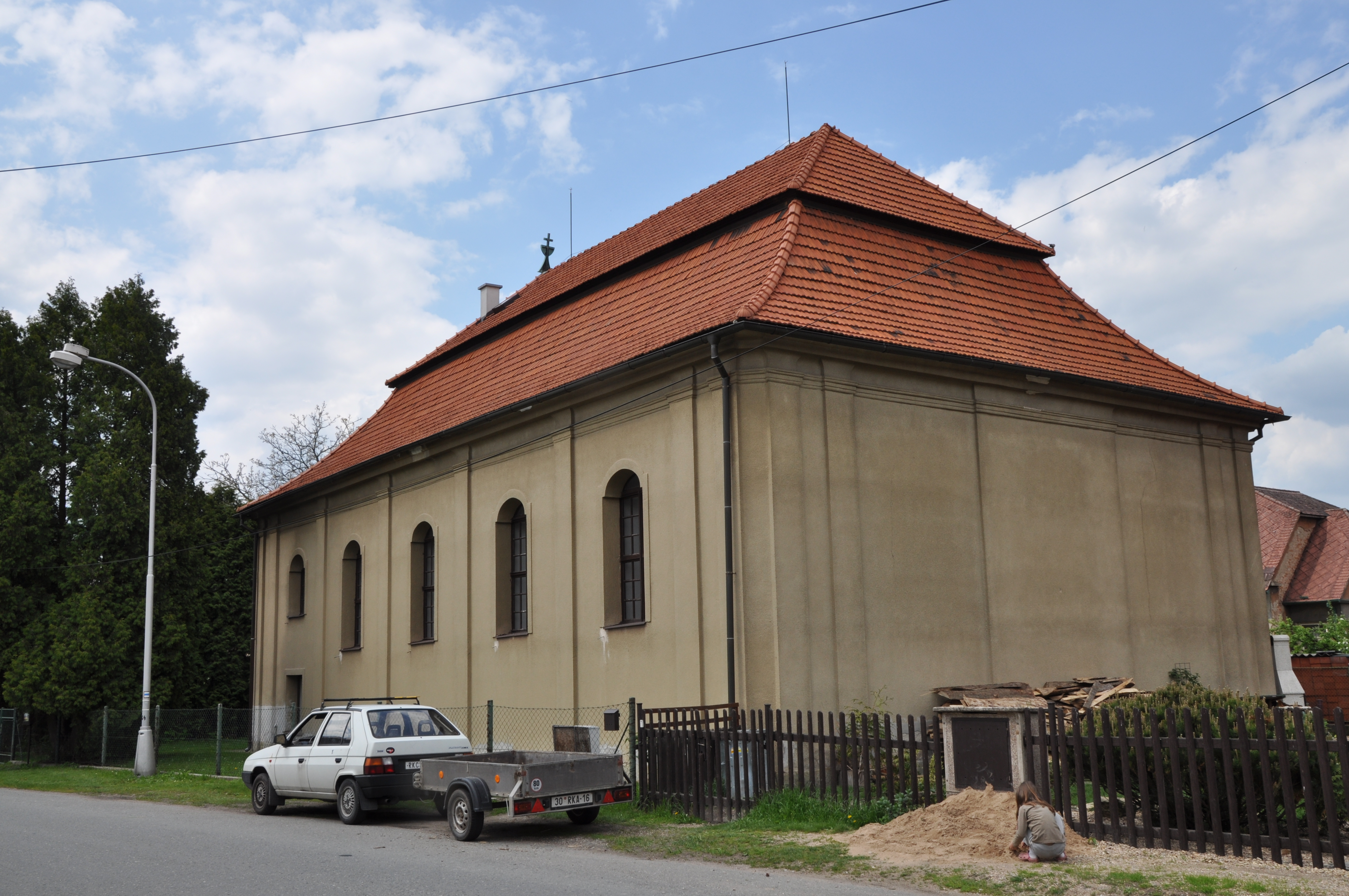
Bývalá synagoga, nyní Husův sbor
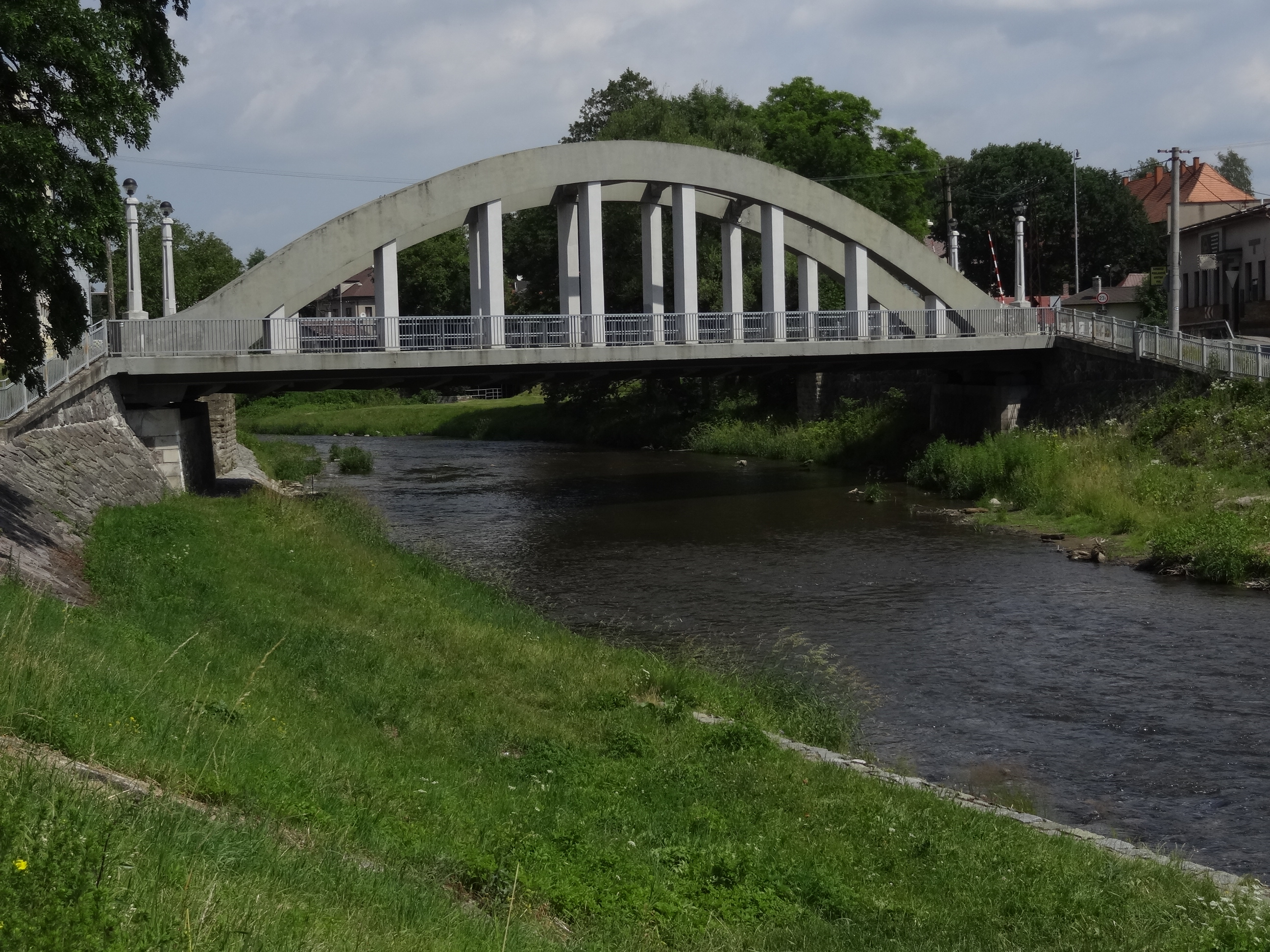
Most přes Divokou Orlici
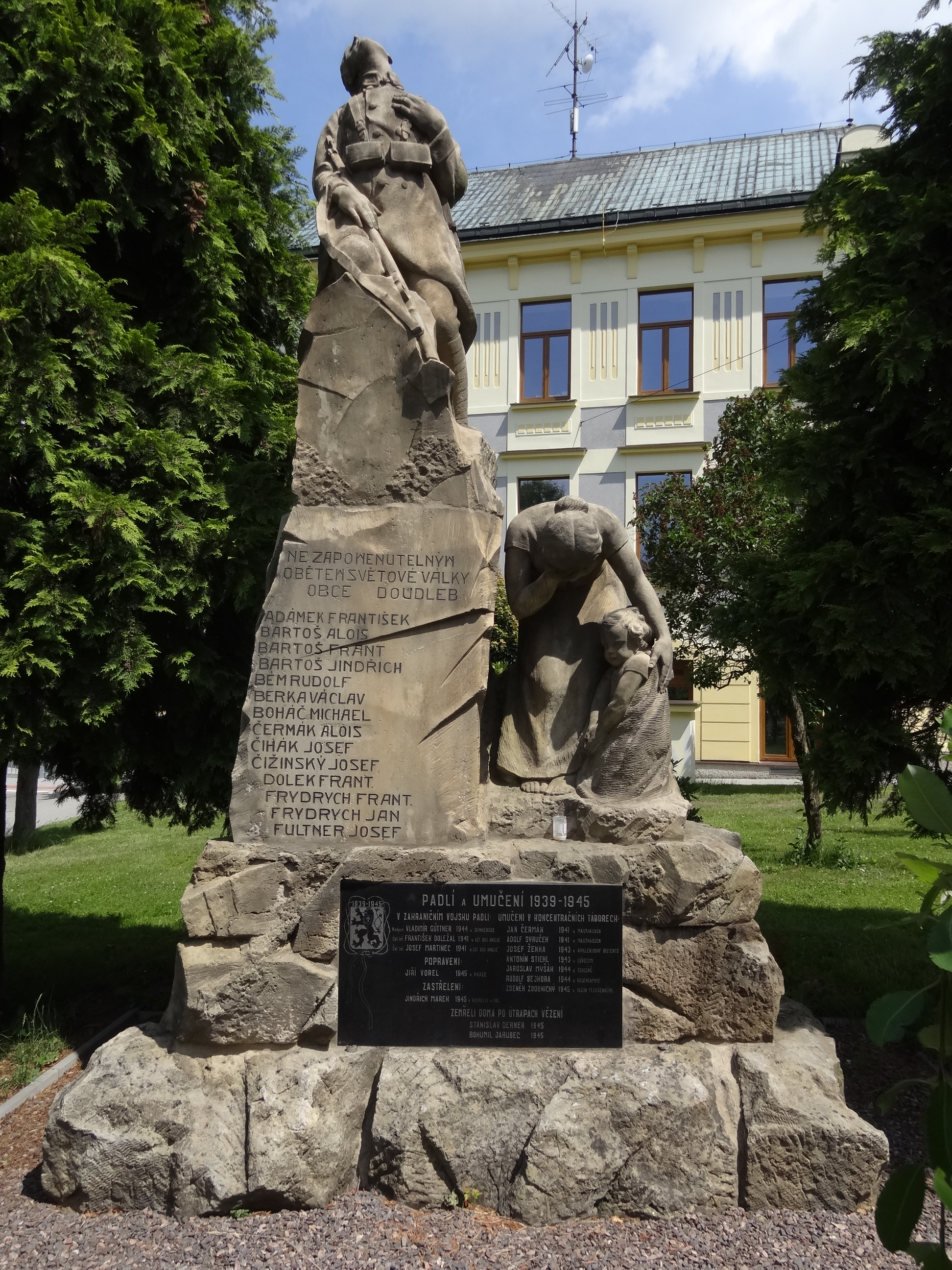
Pomník padlým
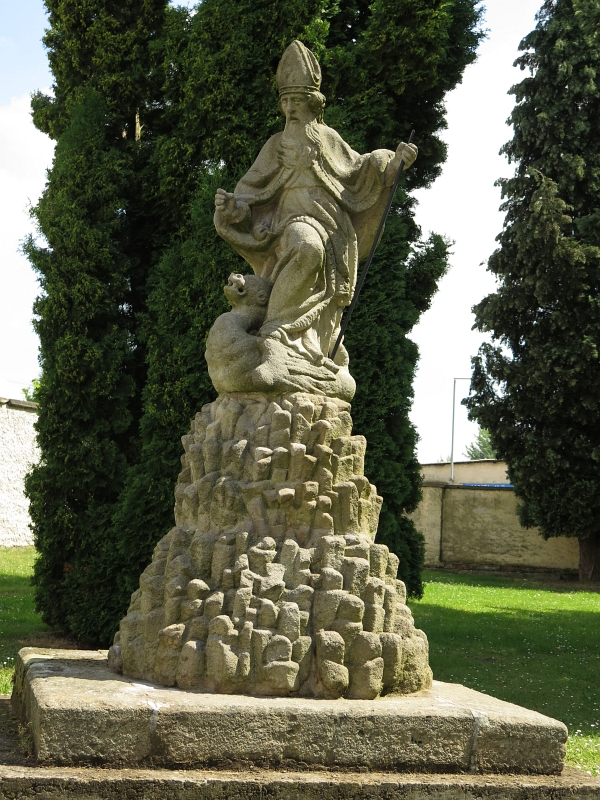
Socha svatého Prokopa